# Agrostis anemagrostoides
Agrostis anemagrostoides é uma espécie de gramínea do gênero Agrostis, pertencente à família Poaceae.